# Полістирен

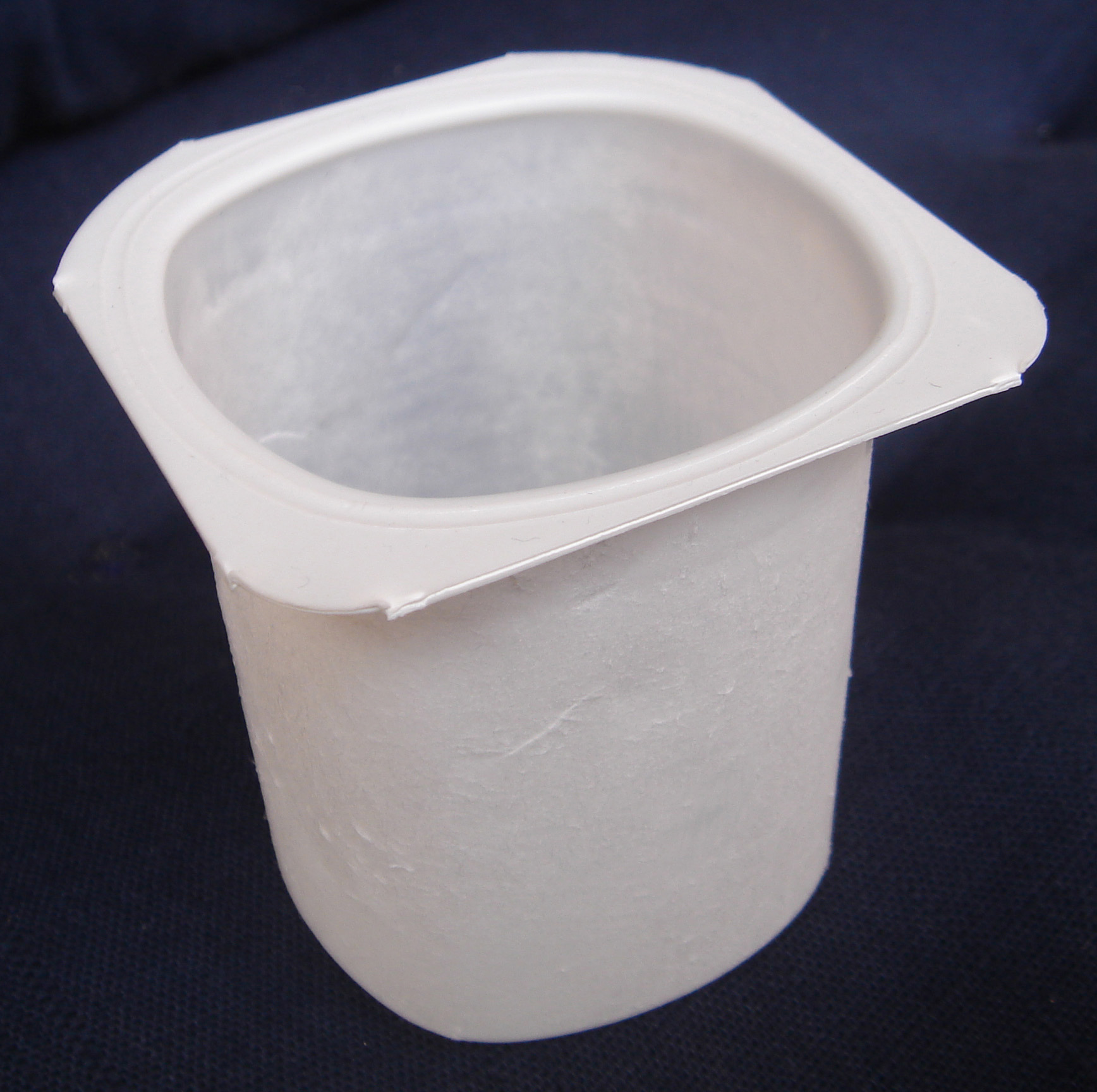
Стаканчик для йогурту із полістирену

Полістире́н, полістиро́л — термопластичний полімер лінійної будови, продукт полімеризації стирену (вінілбензену). Промислові й торгові назви: ПС, бакеліт, вестерон, стирон, фостарен, едистер, стирофлекс тощо. Ступінь полімеризації 600-2500. Безбарвний крихкий продукт. Розчиняється в стирені, ароматичних та хлорованих вуглеводнях, естерах, ацетоні. Нерозчинний у воді, в насичених вуглеводнях, спиртах, етерах. Стійкий до дії лугів та кислот, за винятком концентрованої нітратної та безводної оцтової. Під УФ опроміненням на повітрі старіє: з'являється колір, мікротріщини, помутніння, збільшується крихкість.
Вище 60°C знижується формостійкість, близько 100°C стає пластичним, при 200°C хімічно розкладається з виділенням мономеру.
Виробляють з рідкого стирену, вихідною сировиною для якого є нафта та кам'яне вугілля. Для покращення властивостей до полімеру вводять стабілізатори, барвники, антипірени.
Більшу термостійкість та ударну міцність мають суміші полістирену з іншими полімерами, а також сополімери стирену. Так, сополімер стирену з акрилонітрилом (24% останнього за масою) перевершує полістирен за термостійкістю, міцністю на розтягування, ударною в'язкістю та стійкістю щодо розтріскування в агресивних рідких середовищах, але значно дорожчий. Сополімер стирену з α-метилстиреном має кращу на 20-25°C термостійкість.
З полістирену одержують пластичні маси, які широко застосовують в електротехнічній промисловості, для виготовлення предметів побутового призначення (посуд, фігурки, дитячі іграшки і т. д.), лінз, різнокольорових облицювальних плиток для будівництва та ін. Зокрема, з полістирену виробляють стрічки товщиною 0,045 і шириною 10 … 12 мм, покриття діаметром 0,8 мм для ізоляції жил високочастотних кабелів зв'язку.
Сам полістирен нетоксичний, на відміну від продуктів його розкладу, в першу чергу стирену.

## Ударостійкий полістирен
Торгові назви: УП, каринекс, люстрекс, стерніт, стирон, хастирен тощо. Термопластичний полімер двохфазної структури: неперервна фаза (матриця) полістирену, яка містить мікрогель каучуку, частинки овальної форми розмірами 2-5 мкм. Твердий непрозорий безбарвний продукт. Легко піддається механічній обробці, металізації, лакуванню, склеюванню та зварюванню. Нестійкий до дії сонячного випромінювання та окисників. Застосовується як конструкційний матеріал на заміну дереву чи металу для виготовлення корпусів приладів та агрегатів, ємностей, іграшок, освітлювальних приладів тощо.